# Spinová pěna
Spinová pěna označuje topologickou strukturu vytvořenou z dvoudimenzionálních ploch, které představují jednu z konfigurací, které musí být sečteny funkční integrací pro získání Feynmanova dráhového integrálu při popisu kvantové gravitace. Úzce souvisí se smyčkovou kvantovou gravitací.

## Definice
Funkce rozdělení pro model spinové pěny je obecně,
{\displaystyle Z:=\sum _{\Gamma }w(\Gamma )\left[\sum _{j_{f},i_{e}}\prod _{f}A_{f}(j_{f})\prod _{e}A_{e}(j_{f},i_{e})\prod _{v}A_{v}(j_{f},i_{e})\right]}
s:
- soubor 2-komplexů {\displaystyle \Gamma } z nichž každý obsahuje stěny {\displaystyle f}, hrany {\displaystyle e} a vrcholy {\displaystyle v}. Sdružení s každým 2-komplex {\displaystyle \Gamma } je hmotnost {\displaystyle w(\Gamma )}
- soubor neredukovatelného zastoupení {\displaystyle j} které označuje stěny a propletení {\displaystyle i}, které označuje hrany.
- aplituda vrcholů {\displaystyle A_{v}(j_{f},i_{e})} a amplituda hran {\displaystyle A_{e}(j_{f},i_{e})}
- amplituda stěn {\displaystyle A_{f}(j_{f})}, pro které téměř vždy platí {\displaystyle A_{f}(j_{f})=\dim(j_{f})}

## Spinová pěna ve smyčkové kvantové gravitaci
Smyčková kvantová gravitace má kovariantní formulaci, která v současné době poskytuje nejlepší formulaci dynamiky teorie kvantové gravitace. Jde o kvantovou teorii pole, kde je invariance realizována pod difeomorfismem z obecné teorie relativity. Výsledný dráhový integrál představuje součet přes všechny možné konfigurace geometrie, kódované ve spinové pěně.
Spinová síť je definována jako diagram (jako Feynmanův diagram), který umožňuje základ spojení mezi prvky diferencovatelných variet pro Hilbertovy prostory definované nad nimi. Spinové sítě představují zastoupení pro výpočty amplitud mezi dvěma různými hyperpovrchy variet. Jakýkoli vývoj spinové sítě poskytuje spinovou pěnu přes varietu o jednu dimenzi vyšší, než rozměry odpovídající spinové síti. Spinová pěna může být viděna jako kvantová historie. Spinové sítě poskytují jazyk k popisu kvantové geometrie prostoru. Spinová pěna dělá stejnou práci v případě prostoročasu.
Prostoročas může být definován jako superpozice spinové pěny, která je zobecněná Feynmanovým diagramem, kde se na místo grafu užívá více dimenzionální komplex. V topologii tohoto druhu prostoru se nazývá 2-komplex. Spinová pěna je určitý typ 2-komplexu s označením vrcholů, hran a ploch. Hranice spinové pěna je spinová sít, stejně jako v teorii variet, kde hranice n-variety je (n-1)-varieta.
Ve smyčkové kvantové gravitaci, moderní teorie spinové pěny byla inspirována prací na Ponzanově-Reggeho modelu. Pojem spinové pěny, ačkoli v té době ještě nenesla tento název, byl představen v knize "A Step Toward Pregeometry I: Ponzano-Regge Spin Networks and the Origin of Spacetime Structure in Four Dimensions" od Norman J. LaFaveho z roku 1993. V této knize je popsána koncepce vytváření vrstev 4-geometrie (a místního časového měřítka) ze spinových sítí, spolu s propojením těchto spinových 4-geometrie tvořících cestu spinové sítě, spojujících danou hranici spinové sítě (spinovou pěnu). Kvantování struktury vede ke generalizovanému Feynmanovu dráhovému integrálu přes propojené cesty spinových sítí mezi hranicemi spinových sítí. Tato práce přesahuje další práce tím, že ukazuje jak je 4-geometrie představena v zdánlivě trojrozměrné spinové sítí, jak vznikají místní časové škály a jak jsou polní rovnice a zákony zachování generovány jednoduchým požadavkem na shodu. Myšlenka byla znovu zavedena v  a později se vyvinul do Barrettova–Craneova modelu. Formulace, která se používá v moderní fyzice se běžně nazývá EPRL podle jmen autorů série vlivných prací , ale pro teorii jsou také podstatné základní příspěvky z práce mnoha jiných jako jsou Laurent Freidel (FK model) a Jerzy Lewandowski (KKL model).